# Associazione Calcio Crema 1940-1941
Questa pagina raccoglie le informazioni riguardanti l'Associazione Calcio Crema nelle competizioni ufficiali della stagione 1940-1941.

## Stagione
Nella stagione di guerra 1940-1941 il Crema ha disputato il girone B del campionato di Serie C. Con 34 punti si è piazzato in settima posizione.

## Rosa
| N. |                   | Ruolo | Calciatore        |
| -- | ----------------- | ----- | ----------------- |
|    | Italia (bandiera) | P     | Aldo Salvadeo     |
|    | Italia (bandiera) | P     | Pietro Vannucchi  |
|    | Italia (bandiera) | D     | Gianfranco Bosi   |
|    | Italia (bandiera) | D     | Arsenio Dacquati  |
|    | Italia (bandiera) | D     | Guido Dossena     |
|    | Italia (bandiera) | D     | Pietro Ilari      |
|    | Italia (bandiera) | D     | Antonio Piloni    |
|    | Italia (bandiera) | D     | Annibale Razzini  |
|    | Italia (bandiera) | D     | Francesco Rivolta |
|    | Italia (bandiera) | C     | Piero Braguti     |

| N. |                   | Ruolo | Calciatore          |
| -- | ----------------- | ----- | ------------------- |
|    | Italia (bandiera) | C     | Carlo Battaglia     |
|    | Italia (bandiera) | C     | Bruno Mazza         |
|    | Italia (bandiera) | C     | Ugo Sallustio       |
|    | Italia (bandiera) | C     | C. Scorsetti        |
|    | Italia (bandiera) | A     | Giancarlo Bandirali |
|    | Italia (bandiera) | A     | Mario Bandirali     |
|    | Italia (bandiera) | A     | Luigi Cattaneo      |
|    | Italia (bandiera) | A     | Natale De Carli     |
|    | Italia (bandiera) | A     | Santo Mombelli      |
|    | Italia (bandiera) | A     | A. Pane             |